# Unwetter in Norddeutschland vom 11. Juli 1951
Bei dem Unwetter vom 11. Juli 1951 handelte es sich um ein aus einer Schwergewitterlage hervorgehendes Unwetter, bei dem im gesamten Bundesgebiet sowie der damaligen DDR durch Starkregen, Blitzschlag, vor allem aber durch zwei Tornados schwere Schäden entstanden und vielerorts die Ernte vernichtet wurde. Zahlreiche Menschen wurden durch umherfliegende Trümmer und umstürzende Bäume sowie durch Blitzschlag z. T. schwer verletzt. Im Raum Bremen wurden zwei Menschen durch einen Tornado getötet, eine Person durch Blitzschlag.

## Verlauf der Unwetters
Nach einem heißen Sommertag mit Temperaturen um 30 °C überquerte in den Nachmittagsstunden des 11. Juli 1951 eine Gewitterfront Nordwestdeutschland von Südwest nach Nordost. Bei ihrem Durchzug kam es zu einem Temperatursturz von mehr als 10 °C. In den Gebieten nördlich der Lüneburger Heide und des Wendlands wurde die Front begleitet von sehr heftigen Gewittern mit Hagel, Starkregen und Orkanböen. Auf der Linie Hude (Oldb.) über Bremen-Nord bis hin nach Gnarrenburg sowie im Brunsbüttelkoog richteten zwei Tornados schwere Schäden an. Vielerorts kam es zu Strom- und Telefonausfällen, schweren Überschwemmungen und Verkehrsbehinderungen.

### Der Tornado im Bremer Raum
Mit Durchzug der Gewitterfront zog in der Zeit zwischen 13 und 14 Uhr ein aus dem Raum Hude (Oldb.) kommender Tornado in Richtung Nordosten. Dieser entwurzelte auf einer Breite von 100 bis 150 Metern allein im Landkreis Osterholz-Scharmbeck in den Ortschaften Scharmbeckstotel, Ritterhude, Wasserhorst rund 1000 Bäume und knickte ca. 1,5 km Fernsprechleitungen um. Rund 200 in seiner Zugbahn befindliche Häuser wurden größtenteils unbewohnbar, auf den Feldern befindliche Ackerwagen wurden teilweise viele Meter weit durch die Luft gewirbelt. Das Gebäude eines Zeitungskiosks wurde aus den Fundamenten gerissen und samt Inhaber etwa 1500 m weit durch den Sturm verfrachtet. In Ritterhude fiel durch den enormen Winddruck ein 50 m hoher Schornstein um, im Bremer Stadtteil Burg waren die Passagiere eines Oberleitungsbusses längere Zeit in Lebensgefahr, nachdem durch den Tornado umstürzende Bäume die Oberleitung abgerissen und den Wagen unter Strom gesetzt hatten. Im Stadtgebiet von Bremen wurden zwei Menschen direkt durch die Windhose getötet, eine weitere wurde beim Durchzug des Tornados vom Blitz erschlagen.

### Der Tornado von Brunsbüttelkoog
Ebenso wie der Bremer Raum wurde auch Brunsbüttelkoog während des Unwetters von einem Tornado getroffen. Dabei wurden Bäume mit Stammdurchmessern von 40 cm abgeknickt, Telefon- und Stromleitungen unterbrochen und Dächer z. T. über 80 m weit fortgewirbelt.

### Erinnerung
In Ritterhude erinnern die Neue Friedenseiche und eine Gedenktafel beim Rathaus an dieses Ereignis.